# Olga Ossani
Olga Ossani (Roma, 24 maggio 1857 – Roma, 11 febbraio 1933) è stata una giornalista, scrittrice e femminista italiana.

## Biografia

### Infanzia e adolescenza
Olga Ossani, figlia di Carlo e Maria Paradisi, patrioti di lunga militanza, provò l'angustia del carcere all'età di 5 anni, quando i suoi genitori vennero arrestati per le loro idee rivoluzionarie.
Dopo alcuni mesi la famiglia si trasferì a Napoli, dove il padre di Olga si dedicò con successo all'attività di imprenditore alberghiero.

### Inizio dell'attività giornalistica
Olga Ossani iniziò a scrivere presso testate locali, da "L'Occhialetto" al "Corriere del mattino". Si occupò di costume e di cronache cittadine con ironia, acutezza, eleganza. 
Sperimentò anche la stesura di brevi novelle - "Ore tristi", Ravenna 1882; "Favoleggiando", Roma 1884 - che allargarono la sua notorietà oltre i confini di Napoli.
Nell'estate del 1883 Olga cominciò a collaborare per il quindicinale "Cronaca bizantina" e consolidò la propria fama nei salotti mondani.
Sperimentò una sorta di comune ante litteram, condividendo un appartamento con altre persone, tra cui l'amico Depace e incassò con indifferenza calunnie e dicerie.
Pochi uomini riuscirono a restare immuni al suo fascino sebbene, ancora giovanissima, Olga avesse i capelli completamente bianchi.
Anche il giornalista Edoardo Scarfoglio, prima di sposare Matilde Serao, si invaghì di Olga e, nel 1883 la introdusse nella nascente industria letteraria, senza peraltro provocare la gelosia di Matilde Serao, già famosa giornalista. Al "Capitan Fracassa" Olga collaborò, scrivendo corrispondenze da Napoli. 
Utilizzò svariati pseudonimi: "Diego De Miranda", "La Donna bianca", "Carbonilla"; ma il suo più famoso nome d'arte fu "Febea", con cui firmò articoli sui tratti più nascosti di Napoli.

### Il colera a Napoli
All'insorgere della grave epidemia di colera che colpì la città partenopea da settembre 1884, Olga interruppe la collaborazione con il "Capitan Fracassa", per soccorrere gli ammalati, insieme alla squadra di volontari della Croce bianca, organizzata da Rocco De Zerbi.
Lievemente contagiata, qualche anno dopo, per il coraggio dimostrato le venne attribuita una medaglia d'argento al valor civile. 
Durante la fase dell'emergenza sanitaria, Olga ebbe la possibilità di vivere a pieno la sua prima maternità. Nel 1882, senza essere sposata, Olga era diventata madre di un bambino, Carlo, avuto da un uomo molto più anziano di lei, un letterato e politico napoletano, di cui si conosce solo l'iniziale del nome: il "conte C."  Olga ebbe con lui una lunga relazione che troncò a causa del despotismo di lui, che avrebbe voluto che Olga abbandonasse il giornalismo. 
Olga, d'accordo con il Conte C., decise di tenere segreta la paternità del bambino. L'epidemia di colera le offrì la possibilità di un escamotage. quando un bambino dell'età del suo restò contagiato e fu salvato dalla morte con le sue cure. Prima che il bambino venisse riconsegnato ai alcuni parenti, Olga dichiarò di averlo adottato. «Non daremo alla restituzione (del bambino) la pubblicità data all'adozione – scrisse alla madre – ho conquistato, arrischiando la vita, il diritto d'esser madre ed ora non ho più bisogno di nessuno.» 

### A Roma, l'incontro con D'Annunzio
Nell'autunno del 1884, Olga decise di trasferirsi stabilmente a Roma, con grandi ambizioni giornalistiche e letterarie. Nella "Roma bizantina", intensificò la collaborazione con il "Capitan Fracassa". 
Trascorsero anni di grande impegno, in cui Olga comprese quanto lo strumento della scrittura fosse una leva di formazione e di riscatto per le donne. Con le sue scelte di vita rischiose, che spesso le diedero amarezza e rabbia, Olga si fece portavoce delle istanze della "donna nuova", in grado di capovolgere gli stereotipi destinati all'universo femminile.
Divenne amica della scrittrice più invidiata e chiacchierata del momento, la bella Evelina Cattermole, conosciuta dai suoi lettori come "Contessa Lara". 
Negli stessi mesi Olga conobbe Gabriele D'Annunzio. Tra i due nacque una breve storia d'amore e la figura di Elena Muti de Il Piacere, come testimonia la corrispondenza tra i due, e la separazione tra due amanti nella novella Il Commiato, riflettono il rapporto fra D'Annunzio e Olga.

### Sposa Luigi Lodi. Le avventure editoriali
La relazione amorosa con il poeta terminò nel marzo 1885, quando Olga decise di sposare il giornalista Luigi Lodi, suo collega al "Capitan Fracassa", conosciuto con lo pseudonimo di "Saraceno".
Continuò a scrivere articoli di cronaca mondana e artistica, alternati a brevi racconti e iniziò anche a pubblicare pezzi - inconsueti per i giornali dell'epoca - sulla posizione subalterna delle donne. A cominciare dal diritto al lavoro, Olga rivendicava per le donne una dignità pari a quella degli uomini.
Nel 1887, insieme al marito Luigi Lodi e a un gruppo di giornalisti, uscì dalla redazione del "Capitan Fracassa", per dar vita a un nuovo periodico che avrebbe avuto grande successo: il "Don Chisciotte della Mancia". Sulle pagine di questo giornale Olga lanciò nuove sfide sulla questione femminile, molto in anticipo sui tempi.

### I diritti delle donne
Primo argomento tra tutti: il diritto al voto delle donne; ma anche il diritto alla ricerca della paternità, allo studio, al libero accesso nelle professioni, al lavoro con pari condizioni e al divorzio.
A questi argomenti si dedicò senza riserve fino al 1892 quando, in aperta polemica con Francesco Crispi, l'intera redazione si dimise dalla testata. Poche settimane dopo Olga partecipò attivamente alla creazione di un nuovo quotidiano, "Il Torneo", durato solo pochi mesi, e l'anno successivo alla fondazione del settimanale "La Nuova Rassegna".
I coniugi Lodi si erano impegnati a far rinascere il "Don Chisciotte", che uscì il 15 ottobre 1893, con il nuovo nome di "Don Chisciotte di Roma". Olga ne fu l'animatrice, continuando a trattare i temi a lei più cari.
Nel dicembre 1899 il "Don Chisciotte di Roma", all'apice della popolarità, si unì a un altro quotidiano romano, il "Fanfulla", e dette origine a "Il Giorno", sulle cui colonne Olga continuò a sostenere le battaglie a favore dell'emancipazione della donna.

### Montessori, Duse, Deledda
In quell'anno 1899 Olga Ossani fu delegata italiana, con Maria Montessori, al Congresso internazionale delle donne che si tenne a Londra. L'amicizia con Montessori, nata a Roma, si era consolidata a Santa Marinella, località di villeggiatura, meta estiva della famiglia Lodi.
Le cronache raccontano che proprio a Olga Ossani si deve il nome di "Casa dei bambini" che fu dato alle scuole montessoriane. 
Santa Marinella era frequentata da intellettuali e da artisti romani, tra cui Edoardo Scarfoglio, Matilde Serao ed Eleonora Duse, un'altra vecchia e cara amica di Olga che, dietro suo suggerimento, aprì a Roma, nel 1914, la "Libreria delle attrici", uno spazio in cui furono raccolti numerosi volumi, appartenenti alla sua biblioteca fiorentina. 
Olga seguì anche la nascita del primo e unico film di Duse, "Cenere", tratto da un racconto di Grazia Deledda, altra assidua frequentatrice di Santa Marinella e amica della Ossani.
Le battaglie in nome delle donne, cominciate da Olga a cavallo fra i due secoli, proseguirono con più forza sulle pagine del periodico radicale "La Vita", che Lodi diresse dal 1905. Fra le tante iniziative del giornale vi fu una rubrica aperta alle donne, voluta da Olga per sostenere la vertenza suffragista, per informare sulle diverse iniziative a favore delle donne, avviate in Italia e per favorire il dibattito e la discussione tra le lettrici.

### Gli ultimi anni
Si avvicinavano gli anni della guerra che coincisero con il progressivo allontanarsi di Olga dalla scena pubblica. Anni duri per i coniugi Lodi che non trovarono nel dopoguerra i mezzi e l'energia per dar vita a un altro quotidiano e la loro firma comparve sempre più raramente.
Con l'avvento del fascismo, nonostante l'affetto e la stima di tanti amici, furono quasi dimenticati.
Olga Ossani morì improvvisamente l'11 febbraio 1933, a Roma, pochi giorni prima del marito.
Lettere di D'Annunzio a Olga Ossani Lodi (Febea) si conservano al Vittoriale degli italiani, Gardone Riviera (Brescia).